# Mare Australe

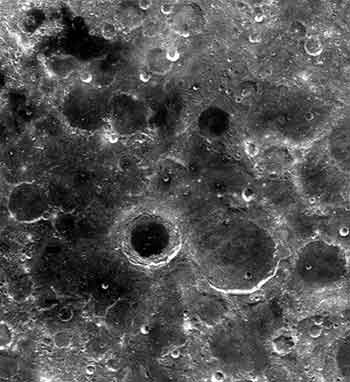
Mare Australe. De door lava overstroomde krater Jenner is in het midden van de foto te zien, de krater Lamb rechts.

De Mare Australe (Latijn: zee van het zuiden) is een mare (maanzee) op de Maan. Vanwege de ligging van deze mare is een gedeelte vanaf de Aarde aan de rand van de Maan te zien, een ander gedeelte ligt op de achterkant van de maan. De mare heeft een diameter van 970 km en ligt in een gelijknamig inslagbekken.

## Beschrijving
Het Australe-inslagbekken werd gevormd in het tijdperk Prenectarium, het vloedbasalt dat het bekken gevuld heeft komt uit het Laat Imbrium. Vergeleken met andere maria heeft de Mare Australe een relatief oneven oppervlak, dat bedekt is met inslagkraters. Veel van deze kraters zijn opgevuld met basalt, wat erop duidt dat ze ouder zijn dan het basalt zelf. De grootste kraters in de Mare Australe zijn Jenner en Lamb.
Hoewel een gedeelte van de Mare Australe op de achterkant van de maan ligt, is de mare als de libratie gunstig is helemaal vanaf aarde te zien.

## Locatie

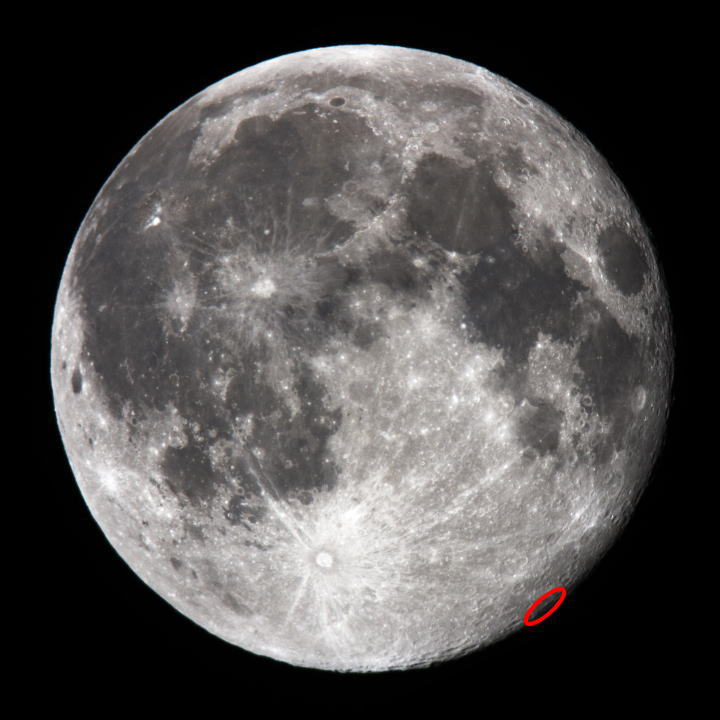
De locatie van Mare Australe

Mare Australe bevindt zich aan het zuidoostelijk gedeelte van de rand van de naar de Aarde toegekeerde kant van de Maan. Het noordelijk gedeelte van Mare Australe bevindt zich op LAC zone 116  en op de zuidelijke helft van Libratiezone IV . Het zuidelijk gedeelte bevindt zich op LAC zone 129  en op de noordelijke helft van Libratiezone V .

## Naamgeving
De benaming Mare Australe werd gegeven door de Duitse astronoom en selenograaf Johann Heinrich von Mädler .